# I kemins värld
I kemins värld, The World of Chemistry, TV-programserie från USA, som handlar om kemi. Programvärd är nobelpristagaren Roald Hoffmann. Serien har visats i Sverige i Utbildningsradion. Serien sändes i USA första gången 1990. Antal avsnitt är 26.